# Sick Tamburo (album)
Sick Tamburo è il primo ed eponimo album in studio del gruppo rock italiano Sick Tamburo, pubblicato nel 2009.

## Tracce
1. Sick Tamburo
2. Il mio cane con tre zampe
3. Forse è l'amore
4. Intossicata
5. Parlami per sempre
6. Tocca 24/7
7. Non
8. Dimentica
9. Topoallucinazione
10. Sogno
11. Prima che muoia ancora
12. orubmaT kciS

## Formazione
- Elisabetta Imelio "Boom Girl" - voce, basso
- Gian Maria Accusani "Mr. Man" - voce, chitarra
- Doc Eye - batteria
- String Face - basso